# Торнтон, Кейт
Кейт Луи́з То́рнтон (англ. Kate Louise Thornton; 7 февраля 1973, Челтнем, Глостершир, Англия, Великобритания) — британская журналистка и телеведущая.

## Биография
Кейт Луиз Торнтон родилась 7 февраля 1973 года в Челтнеме (графство Глостершир, Англия, Великобритания).
Кейт начала свою журналистскую карьеру в 1992 году с работы помощником редактора газеты Sunday Mirror. В 1995 году Торнтон в возрасте 22 лет стала самым молодым редактором журнала Smash Hits, в марте 1996 года выпустив первый в качестве редактора номер журнала, который был посвящён распаду мужской музыкальной группы Take That.
В 2004—2011 года Кейт состояла в фактическом браке с музыкантом Дарреном Эмерсоном (род. 1971), с которым она также была помолвлена с 2007 года. У бывшей пары есть сын — Бен Эмерсон (род. 13 мая 2008).